# ماکسیمیلیان جولیانی
ماکسیمیلیان جولیانی (انگلیسی: Maximillian Giuliani؛ زادهٔ ۳ ژوئیهٔ ۲۰۰۳) شناگر اهل استرالیا است.
وی در مسابقات کشوری و بین‌المللی در مجموع برندهٔ ۱ مدال برنز شده است.